# 비숑 프리제
비숑 프리제(프랑스어: Bichon Frisé)는 개의 품종 중 하나다. 중세 불어로 비숑(프랑스어: bichon)은 "작고 긴 털을 가진 개"를 의미한다. 주로 흰색의 곱슬거리는 털을 가진 프랑스와 벨기에 그리고 스위스 원산의 개로서, 곱슬한 털이 자라면서 얼굴이 동그란 형태가 되는 것이 특징이다. 견종의 성격은 독립심이 강하며 세심하고 활발하다고 알려져있으나, 모든 강아지가 그러하듯 개별적으로 다양한 성격을 가진 것으로 보인다. 동그란 얼굴과 까만 코와 눈이 아름답게 조화를 이루는 외모로 털이 곱슬거리고 아름다운 만큼 관리가 까다롭다. 식성이 엄청나고 활발한 성격탓에 흥분을 잘한다. 어릴 때는 집안을 아무 이유없이 미친듯이 뛰어다니는데, 이것을 "비숑 타임"이라고 한다. 비숑타임이 오는 이유는 놀이 후 급격하게 에너지가 상승, 산책을 자주 가지 못해 남아도는 에너지를 이로 소비하기 위해서다. 비숑의 수명은 보통 15년~16년이다. 소형견으로 분류되나 일반적인 초소형견과는 거리가 있다. 표준 체중은 5.4kg~8.2kg이며, 보통 도그쇼에는 암컷은 5kg대, 수컷은 6kg대가 많이 나오는 편이다.
품종은 단일로 슈나우저나 푸들과 같이 크기별로 구분되지 않는다. 다만 아파트에서 키우기 쉽도록 말티즈 또는 토이푸들 등과의 교배를 통해 작게 만들어진 품종들이 미니비숑이라는 명칭으로 개량이 이뤄지고 있으나 공인된 견종은 아니다.

## 특징
비숑프리제의 특징은 주인을 잘 따르는 성격으로 온화한 편이다. 솜사탕처럼 생긴 곱슬거리는 털과 귀여운 외모 속에는 근육질 몸이 있어 아주 건강한 편이다. 유전병과 잘 걸리는 병도 거의 없어 초보 견주들에게 안성맞춤이다. 비숑 프리제를 입양하려면 비숑 프리제의 활발함을 감당할 수 있는 엄청난 체력의 소유자여야 한다. 주요 질병으로는 백내장과 간질, 대장암, 당뇨병, 폐암, 뇌출혈 등이 있으며, KBS 2TV의 《개는 훌륭하다》에서도 비숑프리제가 사나운 성격을 가지는 경우도 간혹 있다. 봉쥬르 비숑이라는 캐릭터도 있다. 프랑스 황실에서 무릎 담요 대용으로 쓰였다고 한다.